# Агарикални гъби
Агарикалните гъби (Agaricomycetes) са клас базидиеви гъби съдържащ всичките гуглести висши гъби, включително и пърхутки, земните звезди, и др. Поради честата им гуглеста форма (наличие на шапка при плодното тяло) се наричат още „гуглести“. В определен стадий от развитието им се образуват бухалковидни, цилиндрични и др. израстъци – базидии. В този клас попадат над 16 000 вида гъби (около 53% от разред базидиеви гъби.)
Особен интерес представляват диворастящите или култивирани ядливи гъби (печурка, манатарка, кладница, сърнела и др.). Не малка част от тях, които по външни белези приличат на ядливите, са отровни (някои видове мухоморки, дяволска гъба и пр.)
Голяма част от тези гъби са сухоземни и формират плодни тела над почва, дърво, или субстрат за да се улесни разпръскването на техните спори. Някои видове формират взаимна симбиоза (микориза, мутуализъм) с определени растения (Suillus luteus с бор) или други живи организми (Boletus parasiticus с Scleroderma citrinum.) Други са паразити (Armillaria mellea) или просто разлагат мъртъв органичен материал (Omphalotus olearius) чрез сапробионтизъм.

## Елементи на Agaricomycetes
Елементите на този клас гъби може да са налични изцяло или само някои от тях във всеки вид гъба, но за крайната и точна ботаническа класификация е нужно да се познават детайлно!
- Шапка: Нарича се още гугла и формата и е твърде разнообразна (звънчевидна, чадъреста, конусовидна, гроздовидна или храстовидна и др.). Покрита е с ципа (кожица), която е лъжлива тъкан. С различен цвят, често в приливащи тонове в твърде голямо разнообразие на цветове.
- Люспи: Срещат се при някои от видовете гъби и са отличителен белег (големина, цвят, разположение, отделяне и др.).
- Було: В млада възраст на гъбата я покрива изцяло (често под формата на яйце), след узряването на спорите се разкъсва и изчезва напълно или остава да виси под формата на „пръстенче“. При някои видове гъби (сърнела) части от булото остават по шапката под формата на парцалчета.
- Плодно месо: Ценено от кулинарна гледна точка. Намира се между покриващия слой кожица и ламелите на гъбата. Оцветяването му е различно при различните гъби, но по-често е бяло. При много от видовете променя цвета си при натиск или нараняване. Третирането му с някои химични реактиви променя цвета си и дава почти 100% сигурност за вида гъба. То има вкус и мирис, а при някои видове гъби (млечница) при натиск отделя сок (мляко) с различен цвят.
- Ламели: Това е спорообразуващ слой на гъбата. Според вида и формата на ламелите се различават:
  - Пластиничести: Ламелите са под формата на пластинки (такива са почти всички отровни гъби) с различна дебелина, цвят и податливост на отделяне.
  - Тръбести: Представляват малки тръбички (пори), които се отделят лесно от плодното месо (масловка, манатарка, дяволска гъба).
  - Иглести: Под формата на малки ясно изразени иглички (не са известни отровни представители).
  - Дупчести: Не се отделят от плодното месо.
  - Глеба: При пърхутките, лъжливите пърхутки и др. това е вътрешният спорообразуващия слой в плодното тяло. При продупчване на покритието (перидиум) узрелите спори се разпръскват.
- Спори: Това са образувания на химениалния слой и предназначението им е да дадат живот на нова гъба. На върха на игла се побират милиони спори. Отделят споров прашец с цвят, който е видим за окото.
- Пънче: Формата и цвета му (или липсата му) е характерен белег за вида гъба. Може да е във вид на цилиндър, конус или бухалковидно, понякога липсва изцяло.
- Пръстенче: Формира се след узряване на спорите и разкъсване на булото, обикновено е под формата на „якичка“ под шапката, но може да е разпокъсано, при някои видове липсва изцяло. Обикновено с цвета на шапката.
- Волва: Първоначално покрива цялата гъба, по-късно при узряването се скрива или изчезва (като грудка, кожести обвивки или наподобяващо яйчена черупка).